# Aston Rowant
Aston Rowant è un villaggio e parrocchia civile dell'Inghilterra, appartenente alla contea dell'Oxfordshire.